# Liste der Kulturdenkmäler in Fischbach bei Dahn
In der Liste der Kulturdenkmäler in Fischbach bei Dahn sind alle Kulturdenkmäler der rheinland-pfälzischen Ortsgemeinde Fischbach bei Dahn einschließlich des Ortsteils Petersbächel aufgeführt. Grundlage ist die Denkmalliste des Landes Rheinland-Pfalz (Stand: 31. August 2023).

## Denkmalzonen
| Bezeichnung        | Lage                                  | Baujahr | Beschreibung | Bild            |
| ------------------ | ------------------------------------- | ------- | --- | --------------- |
| Denkmalzone Area I | Petersbächel, westlich des Ortes Lage |         | ehemaliges Sondermunitionslager des US-Depots Fischbach; im nordwestlichen Bereich des 1953 angelegten Fischbach Ordnance Depot gelegen; bis 1994 in militärischer Nutzung; erhalten Wachgebäude mit Hauptwachturm, zwei betonierte Kampfstände, 19 Munitionslagerhäuser (Bunker); Dokument des Kalten Krieges | Fotos hochladen |

## Einzeldenkmäler
| Bezeichnung                              | Lage                                         | Baujahr                              | Beschreibung | Bild                           |
| ---------------------------------------- | -------------------------------------------- | ------------------------------------ | --- | ------------------------------ |
| Wegekreuz                                | Dahner Straße, bei Nr. 2 Lage                | 19. Jahrhundert                      | hohes Sandsteinkreuz mit Korpus, 19. Jahrhundert                                                                                           | Fotos hochladen                |
| Wegekreuz                                | Friedhofstraße, Ecke Hauptstraße Lage        | um 1900                              | Kruzifix, Rotsandstein, gotisierend, um 1900                                                                                               | Fotos hochladen                |
| Katholische Kapelle St. Ulrich           | Friedhofstraße 25 Lage                       | Anfang des 16. Jahrhunderts          | Saalbau, Anfang des 16. Jahrhunderts, 1694 umgebaut                                                                                        | weitere Bilder Fotos hochladen |
| Portal                                   | Hauptstraße, an Nr. 13 Lage                  | 1613                                 | Renaissanceportal, bezeichnet 1613 | Fotos hochladen                |
| Wohnhaus                                 | Hauptstraße 27 Lage                          | 18. Jahrhundert                      | eingeschossiges Fachwerkhaus, 18. Jahrhundert                                                                                              | Fotos hochladen                |
| Katholische Pfarrkirche St. Bartholomäus | Hauptstraße 30 Lage                          | 13. oder Anfang des 14. Jahrhunderts | barocker Saalbau von 1798, 1924 verlängert, gotischer ehemaliger Chorturm, 13. oder Anfang des 14. Jahrhunderts, im 18. Jahrhundert erhöht | weitere Bilder Fotos hochladen |
| Kriegerdenkmal                           | Hauptstraße, an Nr. 30 Lage                  |                                      | Kriegerdenkmal 1914/18 | weitere Bilder Fotos hochladen |
| Quereinhaus                              | Hauptstraße 32 Lage                          |                                      | ehemaliges Quereinhaus (?) | weitere Bilder Fotos hochladen |
| Wohnhaus                                 | Hauptstraße 35 Lage                          | zweite Hälfte des 18. Jahrhunderts   | Fachwerkhaus, teilweise massiv, zweite Hälfte des 18. Jahrhunderts                                                                         | Fotos hochladen                |
| Rathaus                                  | Hauptstraße 37 Lage                          | um 1880                              | ehemaliges Schul- und Rathaus; siebenachsiger spätklassizistischer Putzbau, um 1880                                                        | Fotos hochladen                |
| Alte Kanzlei                             | Hildegardstraße 5 Lage                       | 16. oder 17. Jahrhundert             | ehemalige Kanzlei; stattliches Wohnhaus, gekuppelte Fenster, Fachwerkgiebel, 16. oder 17. Jahrhundert                                      | Fotos hochladen                |
| Wohnhaus                                 | Marienstraße 19 Lage                         | 1808                                 | eingeschossiges Fachwerkhaus, bezeichnet 1808                                                                                              | Fotos hochladen                |
| Wegekreuz                                | westlich des Ortes an der L 478 Lage         | 18. oder 19. Jahrhundert             | Schaftkreuz, Rotsandstein, 18. oder 19. Jahrhundert                                                                                        | Fotos hochladen                |
| Forsthaus                                | Petersbächel, Gebüger Straße 7 Lage          | um 1900                              | ehemaliges Forsthaus, eingeschossiges Wohnhaus, Sandstein, um 1900; Nebengebäude mit Zerwirkhaus                                           | BW                             |
| Wegekreuz                                | Petersbächel, Vogesenstraße, bei Nr. 29 Lage | 1882                                 | hohes Sandsteinkreuz mit Korpus und Medaillon, bezeichnet 1882                                                                             | Fotos hochladen                |